# 2-ге тисячоліття
Друге тисячоліття — проміжок часу з 1 січня 1001 року нашої ери по 31 грудня 2000 рік нашої ери. За літочисленням, що бере початок із умовної дати народження Ісуса Христа, друге тисячоліття розпочалося 1 січня 1001 року за юліанським календарем і закінчилося 31 грудня 2000 року за григоріанським календарем.

## Періоди
- 1000—1050: Раннє Середньовіччя
- 1050—1300: Високе Середньовіччя
- 1300—1500: Пізнє Середньовіччя
- 1500—1700: Ранній новий час
- 1700—1914: Новий час
- 1914—до нашого часу: Новітня історія

Усі дати є орієнтовними та можуть змінюватись залежно від проведених досліджень та орієнтування на певні події.

## Події

Україна у 2. тисячолітті

- 1054 рік — Розкол Християнської церкви
- 1066 рік — Нормандське завоювання Англії
- 1096—1294 роки — Хрестові походи
- 1206—1294 роки — Монгольські завоювання
- 1420—1580 роки — Відродження
- 1453 рік — Падіння Константинополя
- 1492 рік — Відкриття Америки
- 1517—1648 роки — Реформація
- 1640—1649 роки — Громадянська війна в Англії
- 1775—1783 роки — Війна за незалежність США
- 1789—1799 роки — Велика французька революція
- 1914—1918 роки — Перша світова війна
- 1922 рік — Утворення СРСР
- 1939—1945 роки — Друга світова війна
- 1961 рік — Перша людина побувала у космосі
- 1969 рік — Створення Інтернету
- 1969 рік — Перша людина ступила на поверхню Місяця
- 1991 рік — Розпад СРСР

1038–1307 — Туреччина: сельджуки